# Музей Каподимонте
Музей Каподимонте (итал. Museo di Capodimonte), полное название: Национальные музей и галереи Каподимонте (итал. Museo e Gallerie Nazionali di Capodimonte, итал. Capo di monte — «Голова, вершина горы»), — художественный музей в Неаполе. Музей расположен в бывшем дворце (палаццо) Бурбонов, расположенном на вершине горы, на территории городского парка Каподимонте (итал. Parco di Capodimonte). В музее демонстрируются произведения античного искусства, современного искусства и исторические интерьеры.
Произведения искусства в залах дворца размещались с 1758 года. Музей был официально открыт в 1957 году. Наиболее ценная часть экспозиции — картинная галерея с произведениями художников эпохи Итальянского Возрождения.
Дворец Бурбонов был построен по приказу Карла VII, в 1734—1759 годах короля Неаполя и Сицилии, по наброскам архитектора Джованни Антонио Медрано. По замыслу короля одной из первоначальных целей постройки было размещение коллекции пармских герцогов Фарнезе, которая попала в Неаполь после брака Изабеллы Фарнезе с отцом Карла VII.
При ещё незавершённом строительстве дворца Каподимонте первые картины были размещены в здании в 1758 году: в двенадцати больших залах, разделённых по художникам и живописным школам. Наряду с музейной экспозицией ещё в 1755 году во дворце была создана «Королевская академия обнажённой натуры» (la Reale Accademia del Nudo), которой руководил стабийский художник Джузеппе Бонито.
Кроме собрания Фарнезе в Музее Каподимонте представлены (частично) и другие коллекции: картин Борджия, шпалер семейства Авалос, фарфора собрания Марии-Амалии Саксонской. Часть картин, выставленных в Музее, перенесена из исторических храмов Неаполя (Сан-Доменико-Маджоре, Сан-Лоренцо-Маджоре, Santa Maria del Pianto и др.) в целях безопасности и оптимальных условий хранения.
В музее хранятся многие уникальные произведения декоративно-прикладного искусства неаполитанских мастеров. Мария Амалия Саксонская, супруга Карла VII, королева Неаполя и Сицилии, собирала такие произведения в загородной резиденции — Королевском дворце в Портичи, в 8 км к юго-востоку от Неаполя. Между 1757 и 1759 годами она украсила «Маленький салон фарфора» (Salottino di Porcellana) дворца в Портичи изделиями фарфоровой мануфактуры, основанной ей в 1743 году в Каподимонте. В 1866 году украшения салона были разобраны и смонтированы на первом этаже (комната 52) во дворце Каподимонте в Неаполе.
Картинная галерея музея включает произведения европейских (главным образом, итальянских) художников позднего Средневековья и эпохи Возрождения. Среди них: Симоне Мартини («Св. Людовик Тулузский», «Maestà»), Мазаччо («Распятие Христа»), Мантенья («Святая Евфимия», «Портрет Франческо Гонзаги»), Боттичелли («Мадонна с младенцем и двумя ангелами»), Дж. Беллини («Преображение Христа»), Липпи («Благовещение и святые»), Кристофоро Скакко («Коронование Девы со святыми Марком и Юлианом»), Лотто («Мадонна с Младенцем», «Портрет епископа Росси»), Себастьяно дель Пьомбо («Портрет папы Климента VII», «Мадонна с вуалью»), Тициан (самая ранняя из четырёх его «Даная», два портрета Павла III и др.), Рафаэль («Мадонна Божественной любви», «Портрет кардинала Фарнезе»), Корреджо («Цыганка», «Тайный брак св. Екатерины Александрийской», «Святой Иосиф с новообращённым», «Святой Антоний аббат»), Пармиджанино («Антея», «Лукреция Римская», «Портрет Галеаццо Санвитале», «Святое семейство»), Караваджо («Бичевание Христа»), Рени («Аталанта и Гиппомен»), Артемизия Джентилески («Юдифь, обезглавливающая Олоферна», «Св. Януарий в амфитеатре Поццуоли»), Лука Джордано («Мольба Св. Януария Христу и Мадонне о заступничестве против чумы», «Венера, Купидон и Марс» и др.), анонимные итальянские мастера (например, «Портрет Луки Пачоли»), а также П. Брейгель-старший (знаменитые «Притча о слепых» и «Мизантроп»), Эль Греко («Мальчик, раздувающий лучину», «Портрет Джулио Кловио»), Гойя («Портрет Карла IV», «Портрет Марии-Луизы Пармской»).